# 伊恩·坎贝尔
伊恩·坎贝尔（英語：Ian Campbell，1957年4月18日—），澳大利亚男子田径运动员。他曾代表澳大利亚参加1978年英联邦运动会田径比赛，获得一枚银牌。他也曾参加1980年夏季奥林匹克运动会。